# Bague de deuil

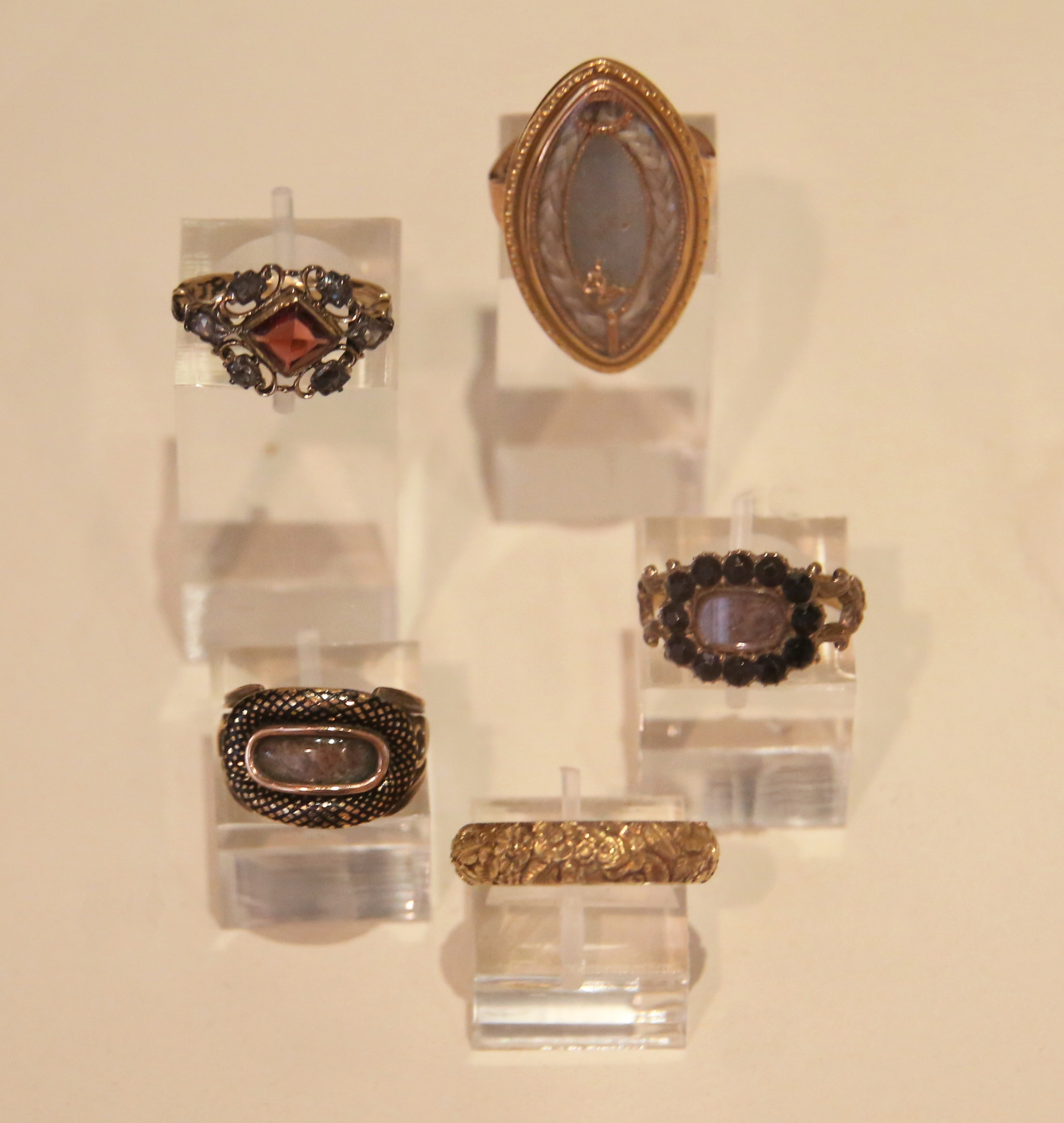
Cinq bagues de deuil réalisées entre 1745 et 1826

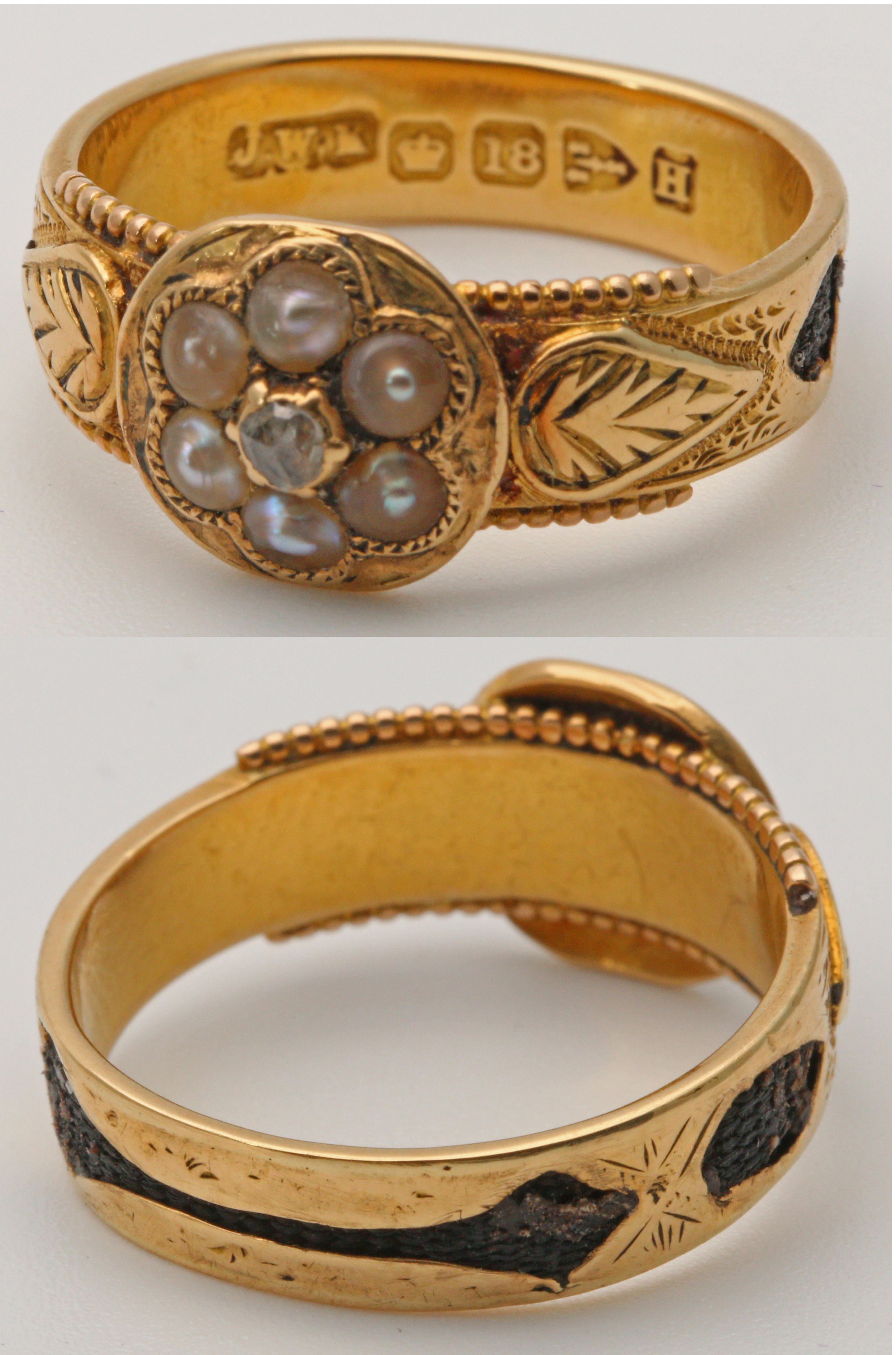
Bague de deuil victorienne en or avec cheveux incrustés.

Une bague de deuil est une bague portée en souvenir d'une personne décédée. Elle porte souvent le nom et la date du décès de la personne, et possiblement une image, ou une devise. Les bagues de deuil sont généralement payées par la personne commémorée, ou ses héritiers, et souvent indiquées, avec la liste des destinataires, dans les testaments.  
Les pierres montées sur les bagues étaient généralement noires. Le jais était l'option la plus précieuse.  Dans d'autres cas, des matériaux noirs moins coûteux, comme des émaux noirs ou de la vulcanite, étaient utilisés. On employait occasionnellement l'émail blanc, dans les cas de décès en bas âge, ou de personne décédée avant le mariage. 
Une boucle de cheveux du défunt pouvait également être incorporée dans la bague. Cependant, l'utilisation de cheveux dans les bagues de deuil reste peu répandue, par peur que les cheveux du défunt soient remplacés par ceux d'une autre personne.
L'utilisation de bagues de deuil remonte au moins au XIVe siècle, mais elles ne se distinguent réellement des bagues de type "Memento mori" qu'au milieu du XVIIe siècle. Vers le milieu du XVIIIe siècle, des sources attestent de publicités de joailliers indiquant le temps de conception et de production de ce type de bagues. 
La forme la plus courante de ces bagues consiste en une petite pierre, entourée d'incrustations d'émaux sur l'anneau présentant des détails de la vie du défunt. Dans la deuxième moitié du XIXe siècle, le style évolue vers des bagues produites en série, présentant la photographie du défunt montée sur le chaton, avant que l'utilisation de bagues de deuil ne diminue largement à la fin du siècle.
Elles reviennent à la mode dans les années 1930 et 1940 aux États-Unis. Les bagues étaient en bakélite et présentaient un petit portrait photographique de la personne défunte.
Certaines bagues de deuil ont été employées à d'autres occasions que pour marquer la mort d'une personne. En 1793, une bague a par exemple été réalisée pour William Skirving, après sa condamnation au bagne.
La présence de bagues de deuil dans le testament de William Shakespeare a été une des sources de contestation pour les anti-stradfordiens dans le cadre de la querelle sur la paternité des œuvres de Shakespeare.